# Krzyż Powstańców w Sanoku
Krzyż Powstańców w Sanoku – pomnik w postaci krzyża, znajdujący się na Cmentarzu Centralnym w Sanoku.

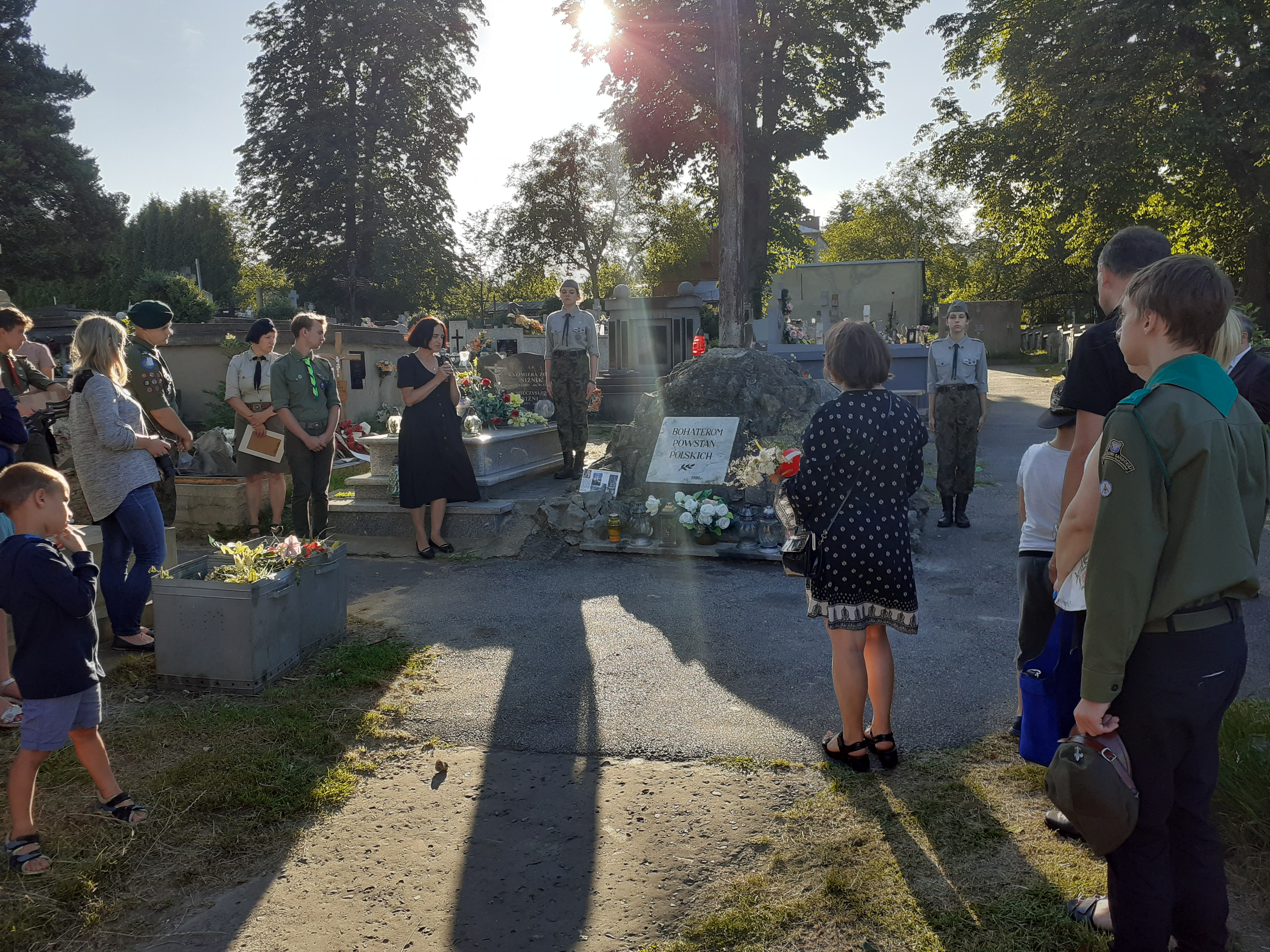
Uroczystości przy Krzyżu 1 sierpnia 2021

## Historia

### Geneza upamiętnienia
Pomysł postawienia „Pomnika dla poległych w walkach narodowych 1830-31 i 1863” pojawił się w okresie założenia cmentarza przy ulicy Rymanowskiej, powstałego pod koniec 1895. Podczas posiedzenia Rady Miejskiej 24 października 1895 na prośbę komitetu dla postawienia pomnika wzgl. krzyża pamiątkowego dla poległych w walce r. 1830 i r. 1863 „uchwalono odstąpić bezpłatnie jedno z miejsc przeznaczonych dla zasłużonych w narożniku północno zachodnim, a to Nr. 1” (zaplanowane cztery miejsca dla zasłużonych na cmentarzu zostały przewidziane przez autora dokumentacji technicznej tej nekropolii Władysława Beksińskiego w obrębie centralnie zlokalizowanej kaplicy Habermannów). Pomnik został także zaprojektowany przez inż. W. Beksińskiego. Celem postawienia pomnika działał utworzony kilka lat wcześniej komitet obywatelski, który ostateczne decyzje podjął na posiedzeniu w dniu 21 marca 1896. Obiekt miał mieć formę drewnianego dębowego krzyża ustawionego na wzniesieniu z głazów kamiennych, na którym miała zostać umieszczona marmurowa tablica z upamiętniającą inskrypcją. Pomnik miał być otoczony niskimi kamiennymi kolumnami, złączonymi żelaznym łańcuchem. Pieczę nad pomnikiem miał stale pełnić komitet złożony z czterech kobiet. Monument miał być umiejscowiony w jednym z czterech, bezpłatnych miejsc dla zasłużonych, przewidzianych w centralnej części nowego cmentarza tuż obok kaplicy grobowej Habermannów.
Krzyż na cześć powstańców opisał w swoich wspomnieniach prof. Karol Zaleski, który zapamiętał go z odwiedzin na cmentarzu „zdaje się z rodzicami” (przebywał on na stałe w Sanoku do czasu zdania matury w 1909, zaś jego matka zmarła w 1912). Według wersji Stefana Stefańskiego w 50 rocznicę wybuchu powstania styczniowego planowano w Sanoku ustanowić pomnik powstańców z 1830 i z 1863, zaś autorem monumentu był Julian Markowski (wcześniej zaprojektował on pierwszy pomnik Tadeusza Kościuszki, odsłonięty na placu św. Jana w 1902). Według tejże relacji ostatecznie nie doszło to do skutku, aczkolwiek w 1913 miał stanąć krzyż. Zarówno w programie, jak i w relacji z obchodów w Sanoku 50 rocznicy powstania styczniowego nie informowano o ustanowieniu w mieście pomnika upamiętniającego to wydarzenie. Powołujący się na relację z tych uroczystości Edward Zając wymienił zrealizowane upamiętnienie w postaci krzyża na cmentarzu, aczkolwiek nie sprecyzował kiedy do tego doszło.

### Realizacja z 1923
Według relacji Józefa Pohorskiego (w młodości pod nazwiskiem Pudełko) na początku XX wieku harcerze w Sanoku pielęgnowali tradycję, zgodnie z którą w uroczystość Wszystkich Świętych 1 listopada rozpalali na cmentarzu ognisko, utworzone z zebranego na pobliskim wzgórzu Glinice krzewów jałowca. Przy tym ceremoniale śpiewali pieśni, np. „Boże, coś Polskę”, „Z dymem pożarów”. W tym okresie nie odprawiano jeszcze na cmentarzu mszy świętej, a odbywała się jedynie procesja. Czterech harcerzy sanockiego hufca (na początku lat 20. XX wieku kierowanego przez ks. Pawła Rabczaka), będących jednocześnie uczniami miejscowego Państwowego Gimnazjum im. Królowej Zofii, postanowiło postawić krzyż pamiątkowy celem upamiętnienia polskich powstań niepodległościowych. Byli nimi Fritz Hotze, Józef Pudełko, Tadeusz Riedrich, Zygmunt Żyłka-Żebracki. W tym celu od właściciela ziemskiego Eugeniusza Nowaka uzyskali zezwolenie na ścięcie dębu, czego dokonali w lesie w okolicach wsi Liszna pod Sanokiem w połowie października 1923. Następnie przetransportowali drzewo do miasta przy pomocy wozu samociąża (bez konia). Po dotarciu do budynku Gimnazjum umieścili ścięty dąb w świetlicy harcerskiej istniejącej na parterze w północnej części gmachu szkoły. Prace nad wykonaniem krzyża trwały przez kilka dni. Były one możliwe dzięki funkcjonującej w ramach hufca stolarni, w której w soboty zawodu stolarskiego uczyli harcerzy majstrowie-stolarze z Fabryki Maszyn i Wagonów w Sanoku. W tymże zakładzie wykonano tabliczkę z napisem: „Bohaterom z 1831/63 Harcerze 1923”, która została umieszczona na krzyżu. Przed 1 listopada 1923 wykonany krzyż został zawieziony przez harcerzy na cmentarz, postawiony i obmurowany. W dzień Wszystkich Świętych tego roku coroczna procesja kościelna zatrzymała się przy nim, modlono się tam i śpiewano pieśni.
Pod krzyżem składali Przyrzeczenie Harcerskie sanoccy harcerze (m.in. ks. hm. Zdzisław Peszkowski w dniu 1 listopada 1928). W 1958 obiekt został odnowiony przez władze miasta. W XX wieku drewniany krzyż był wielokrotnie wymieniany wskutek niszczenia kolejnych jego egzemplarzy. Decyzją Komitetu Obchodów 100 rocznicy istnienia sanockiego Gimnazjum, staraniem którego w 1980 zorganizowano „Zjazd Koleżeński profesorów i wychowanków z okazji 100-lecia Gimnazjum oraz I Liceum Ogólnokształcącego w Sanoku”, sfinansowano remont pomnika powstańców z 1863. W 1980 postawiono nowy dębowy krzyż, na którym zachowano poprzednią tabliczkę u zbiegu belek, zaś na kopcu z kamieni umieszczono marmurową tablicę z inskrypcją :„Bohaterom Powstań Polskich 1980”. Podczas obchodów Święta Niepodległości w Sanoku 11 listopada 1996 poświęcono odnowiony krzyż wraz z nową tabliczką, zawierającą inskrypcję „Bohaterom zr. 1831/63 »Harcerze« 1923 1996”, którą ufundował pochodzący z Sanoka ówczesny Naczelnik ZHP, hm. Ryszard Pacławski. Dodatkowo na pionowej belce krzyża z tyłu przymocowano tabliczkę z napisem „Ernest Bauman Powstaniec 1831 r. Kawaler V.M. pof. pułku jazdy pozn.”.
22 stycznia 2013 przy Krzyżu Powstańców obchodzono 150. rocznicę powstania styczniowego. Corocznie w dniu 1 sierpnia odbywają się uroczystości upamiętniające uczestników powstania warszawskiego związanych z Sanokiem, w tym pochowanych na tymże cmentarzu.
Decyzją z 1982 pomnik został wpisany do wojewódzkiego rejestru zabytków i podlega ochronie prawnej.